# Gerrit de Vries
Gerrit Abrahamszoon de Vries (22. února 1818 Haarlem – 4. března 1900 Haag) byl nizozemský politik liberální orientace. Jako nestraník byl předsedou vlády Nizozemska v letech 1872–1874. V nejvyšší exekutivní funkci působil 2 roky, 2 měsíce a 23 dní. Souběžně držel post ministra spravedlnosti. Jeho syn Hugo de Vries se stal významným biologem.

## Život
Vystudoval práva a literaturu na univerzitě v Leidenu, doktorem práv se stal roku 1839, doktorát z literatury získal roku 1842. K jeho učitelům zde patřil Johan Rudolph Thorbeck. Po studiích pracoval jako notář a posléze prokurátor u soudního dvora v Haarlemu. V roce 1850 vstoupil do politiky, když se stal členem provinciální rady Severního Holandska, od roku 1853 byl členem i provinciální vlády. Byl jím až do roku 1858. V letech 1851–1853 byl členem městské rady v Haarlemu. V letech 1862–1872 a 1877–1891 byl členem Státní rady. V roce 1860 mu premiér van Hall nabídl místo ministr vnitra, ale nepřijal.
Po Thorbeckově smrti v premiérském úřadě v roce 1872 byl králem pověřen sestavením nového kabinetu. V čele vlády nechal vytvořit moderní vodní úřad, což je v nížinném a s mořem zápasícím Nizozemsku klíčová instituce. Ztroskotala jeho snaha o soudní reformu a poté, co neprosadil ani nový volební zákon, podal demisi. Teprve po pádu vlády byl roku 1875 prvně zvolen do sněmovny a setrval v ní dva roky.
Byl členem zakládajícího výboru Nizozemské asociace právníků a třikrát předsedou této asociace (1870-1872, 1876-1879 a 1884-1885).